# Gustav Steltzer

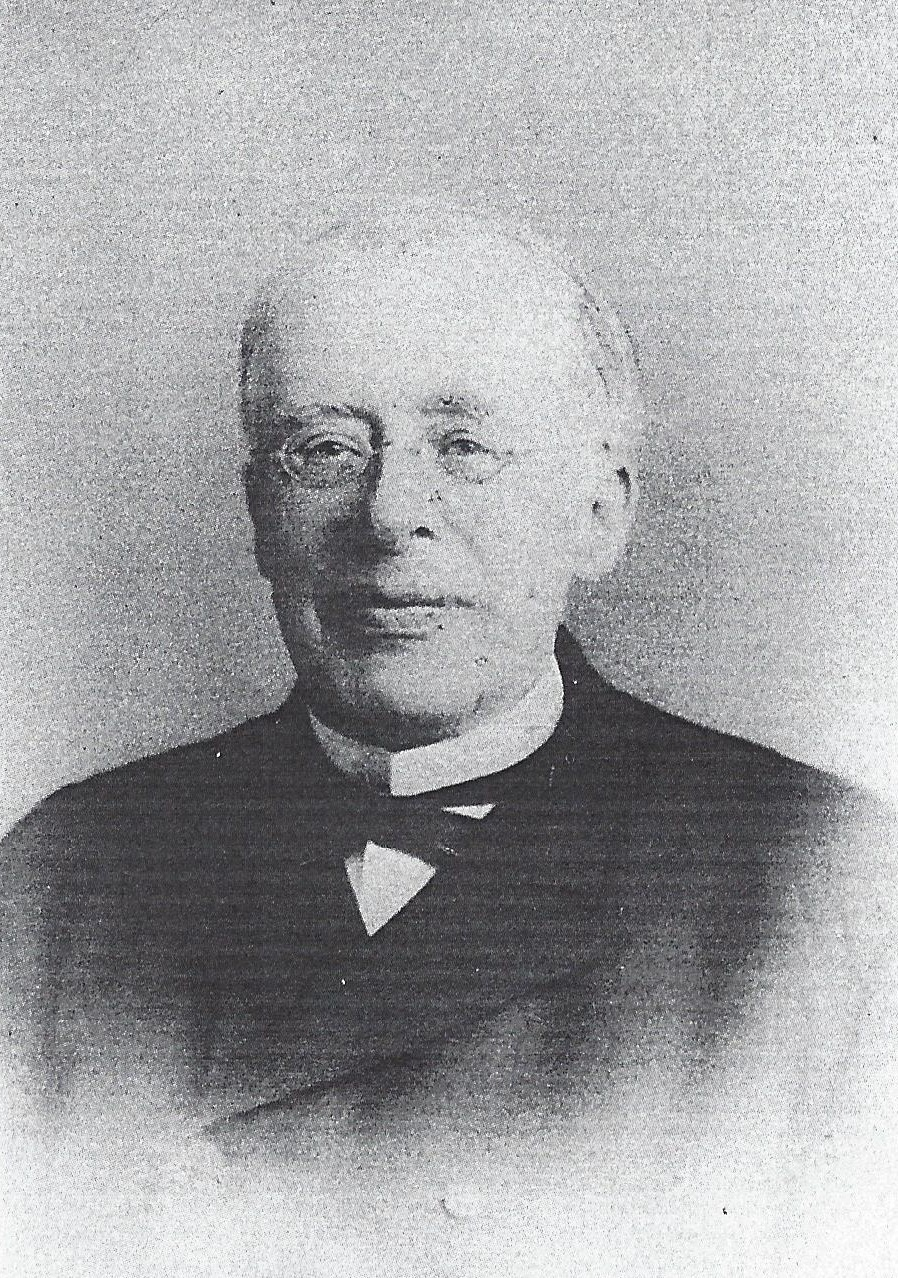
Gustav Steltzer

Theodor Gustav Steltzer (* 4. Februar 1823 in Magdeburg; † 24. Februar 1893 in Frankfurt am Main) war ein deutscher Richter und Politiker im Königreich Preußen.

## Leben
Gustav Steltzer besuchte bis 1839 das Pädagogium zum Kloster Unser Lieben Frauen in Magdeburg.
Anschließend studierte er von 1839 bis 1842 Rechtswissenschaft in Berlin. 1842 wurde er Auskultator und danach Referendar. Von 1847 bis 1849 war er Assessor am Landgericht Magdeburg, von 1849 bis 1853 Kreisrichter in Burg (bei Magdeburg), von 1853 bis 1856 Stadtrichter in Magdeburg, von 1856 bis 1879 Kreisgerichtsdirektor in Wetzlar und von 1880 bis 1882 Senatspräsident am Oberlandesgericht Frankfurt am Main. Er war Geheimer Justizrat und Mitglied der Kaiserdeputation des Reichstags.
Von 1866 bis 1879 war Gustav Steltzer Mitglied des Preußischen Abgeordnetenhauses für den Wahlkreis Wetzlar.
1869 wurde er außerdem in einer Ersatzwahl im Wahlkreis Koblenz 1 (Wetzlar, Altenkirchen) in den Reichstag des Norddeutschen Bundes gewählt, wodurch er auch Mitglied des von 1868 bis 1870 tagenden Zollparlaments wurde. Im Abgeordnetenhaus und im Reichstag gehörte er der Fraktion des Altliberalen Zentrums an.